# Apenera Short
Pour les articles homonymes, voir Short (homonymie).
Sir Apenera Pera Short, né le 4 février 1916 à Rarotonga et mort le 15 juin 2011 dans la même île des Îles Cook, est un instituteur et homme politique néo-zélandais. Il est représentant de la reine aux Îles Cook de 1990 à 2000.

## Biographie
Sir Apenera Short naît le 4 février 1916. Il étudie à Rarotonga, puis au collège coopératif britannique de Loughborough,.
Il est instituteur à Ngatangiia de 1937 à 1951, puis enseigne au Tereora College (en) à Avarua de 1951 à 1956. En 1939, il épouse Maui Timata i te Rui Cowan ; de leur union naissent quatorze enfants, dont deux paires de jumeaux,.
Sir Apenera Short est élu au Parlement des Îles Cook lors des élections générales de 1965 et rejoint le gouvernement du Parti des îles Cook comme ministre de la Couronne et vice-Premier ministre d'Albert Royle Henry, poste qu'il occupe jusqu'en 1978.
Le 19 décembre 1990, il succède à Sir Tangaroa Tangaroa au poste de représentant de la reine aux Îles Cook. Il reste en fonctions jusqu'au 14 novembre 2000. Laurence Greig (en) assure l'intérim jusqu'à la nomination de Sir Frederick Goodwin, en 2001.
Sir Apenera Short meurt le 15 juin 2011, à l'âge de 95 ans, à son domicile de Muri Beach à Rarotonga.

## Distinctions
Sir Apenera Short est nommé chevalier commandeur de l'ordre de l'Empire britannique (KBE) par la reine Élisabeth II en 1995.
Le 4 mars 1997, il est nommé commandeur de l'ordre de Tahiti Nui.